# Red Cloud (Nebraska)
Red Cloud település az Amerikai Egyesült Államok Nebraska államában, Webster megyében, melynek megyeszékhelye is. Lakosainak száma 962 fő (2020. április 1.).

## Népesség
A település népességének változása:

| 2010 | 1 020 |
| 2020 | 962   |